# Mycocalicium enterographicola
Mycocalicium enterographicola (лат.) — вид лихенофильных грибов рода Микокалициум (Mycocalicium) семейства Микокалициевые (Mycocaliciaceae).
Описан в 2015 году по типовому образцу, собранному в муниципалитете Педриньяс штата Сержипи Бразилии в биоме Атлантического леса на лишайнике рода Enterographa. Это первый известный паразит лишайников в роде Микокалициум; другие виды рода являются сапрофитами, обычно растущими на гниющей древесине.

## Описание
Образует крошечные, зеленовато-чёрные, узкие при основании и широкие при вершине апотеции диаметром около 0,1 мм. В апотециях образуется мазедий зелёного цвета. Сумки цилиндрические, 30—35×3,0—3,5 мкм, с 8 спорами. Споры эллипсоидные, тёмно-серые, 7,0—8,0×2,0—2,5 мкм.

### Химический состав
В ножке и головке апотециев присутствуют вторичные метаболиты в виде пульвиновой кислоты.